# 深圳湾安达仕酒店
深圳湾安达仕酒店，是四栋楼宇群位于中华人民共和国广东省深圳市南山区深圳湾內的超高层摩天大楼，并与中国华润大厦和华润深圳湾体育中心毗邻，於2021年完工。